# 布加勒斯特地鐵4號線
布加勒斯特地鐵4号线（羅馬尼亞語：Linia M4 a metroului din București）是布加勒斯特地鐵的四條線路之一，也是布加勒斯特地鐵目前的四條路線中長度最短的一條，全長6.2 km（3.9 mi）。4号线是布加勒斯特地鐵中最新開通的一條，於1989年開始建設。布加勒斯特地鐵4号线的一期工程在2000年開通，二期工程在2011年7月1日通車。布加勒斯特地鐵4號線的剩餘部分預計將在2016年通車。